# SS Alexander Macomb
Le SS Alexander Macomb est un Liberty ship de l'United States Merchant Marine.
Il est baptisé en hommage au général Alexander Macomb.

## Histoire
Son premier capitaine est Carl Froisland qui une grande expérience de l'océan Atlantique. Le navire quitte New York, chargé de chars M4 Sherman, d'avions Lockheed P-38 Lightning et d'explosifs pour l'Union soviétique, puis rejoint le convoi BX 27 (en) à Halifax. Pendant ce premier voyage à travers l'Atlantique, il a 41 membres d'équipage et 25 soldats de l'United States Navy Armed Guard (en) à bord.
Le 3 juillet 1942, au large d'Orleans (Massachusetts), il est touché par une torpille du sous-marin allemand U 215 et coule. Dix membres d'équipage meurent. Les HMS Le Tigre et HMS Veteran poursuivent le sous-marin et le coulent avec des grenades anti-sous-marines. Le HMCS Regina, une corvette canadienne qui ne fait pas partie du convoi, porte secours aux survivants du Alexander Macomb et récupère 25 membres d'équipage.
L'épave du Alexander Macomb est découverte en octobre 1964 par le Droxford, un remorqueur de sauvetage de la compagnie de Risdon Beazley (en). Une grande partie du cargo est retirée en 1965 par le même navire.